# Ferryville
Ferryville è un comune degli Stati Uniti, situato in Wisconsin, nella Contea di Crawford.